# Jānis Gailītis
Jānis Gailītis (* 23. April 1985 in Rīga) ist ein lettischer Basketballtrainer und ehemaliger -spieler.

## Werdegang

### Spieler
Gailītis war lettischer Jugendnationalspieler, 2001 nahm er an der U16-Europameisterschaft teil. Er spielte mit BK VEF Rīga in der Latvijas Basketbola Līga, der höchsten Spielklasse seines Landes. Als Spieler sammelte er des Weiteren Einsatzzeit in Europapokalwettbewerben.

### Trainer
2010 wurde Gailītis Co-Trainer bei BK VEF Rīga. Mitte Dezember 2015 übertrug man ihm das Amt des Cheftrainers, nachdem sich VEF vom Spanier Carlos Frade getrennt hatte.
Gailītis führte VEF Rīga siebenmal zum Gewinn der lettischen Meisterschaft. Eine solche Anzahl an Titeln hatte in Lettland zuvor kein Trainer angehäuft.
2024 verließ er VEF Rīga und wechselte zum deutschen Bundesligisten Mitteldeutscher BC. Im Februar 2025 gewann er mit dem MBC erstmals in der Vereinsgeschichte den deutschen Pokalwettbewerb. Am Ende der Saison 2024/25 zog er eine „vertraglich vereinbarte Ausstiegsoption“ und verließ den MBC.
Im Juni 2025 wurde er als neuer Trainer des französischen Erstligisten Strasbourg IG vorgestellt.

### Nationalmannschaft
Für den lettischen Basketballverband war er zusätzlich zu seinen Aufgaben im Verein als Assistenz- und Cheftrainer bei Jugendnationalmannschaften tätig: 2011 war er Co-Trainer der lettischen U16-Nationaltrainer und 2014 Cheftrainer der Auswahl derselben Altersklasse. Unter seiner Leitung gewann Lettland bei der U16-EM 2014 im eigenen Land die Silbermedaille. Bei der U18-Auswahl Lettlands war Gailītis 2013 als Co- und 2015 als Cheftrainer beschäftigt. 2021 wurde er Assistenztrainer der lettischen Herrennationalmannschaft.

### Erfolge als Trainer
- Deutscher Pokalsieger 2025
- Lettischer Meister 2017, 2019, 2020, 2021, 2022, 2023, 2024
- Lettischer Pokalsieger 2022, 2023, 2024
- Silber bei der U16-Europameisterschaft 2014